# Puente Nuevo
Puente Nuevo o Puentenuevo (en gallego y oficialmente: A Pontenova) es una localidad y municipio español situado en la parte sur de la comarca de la Mariña Oriental, en la provincia de Lugo, comunidad autónoma de Galicia. Limita con los lucenses de Trabada, Riotorto, Meira, Ribera de Piquín y Fonsagrada; y con los asturianos de Taramundi y San Tirso de Abres. Por su término discurren los ríos Eo y Judán.
En el año 2021 tenía una población de 2207 habitantes (INE).

## Topónimo
Hasta el año 1951 se llamó Villameá. En el año 1963 se fusiona con el municipio de Villaodrid adoptando el nombre de Puente Nuevo-Villaodrid. En el año 1984 su topónimo oficial pasa a ser en gallego A Pontenova.

## Historia

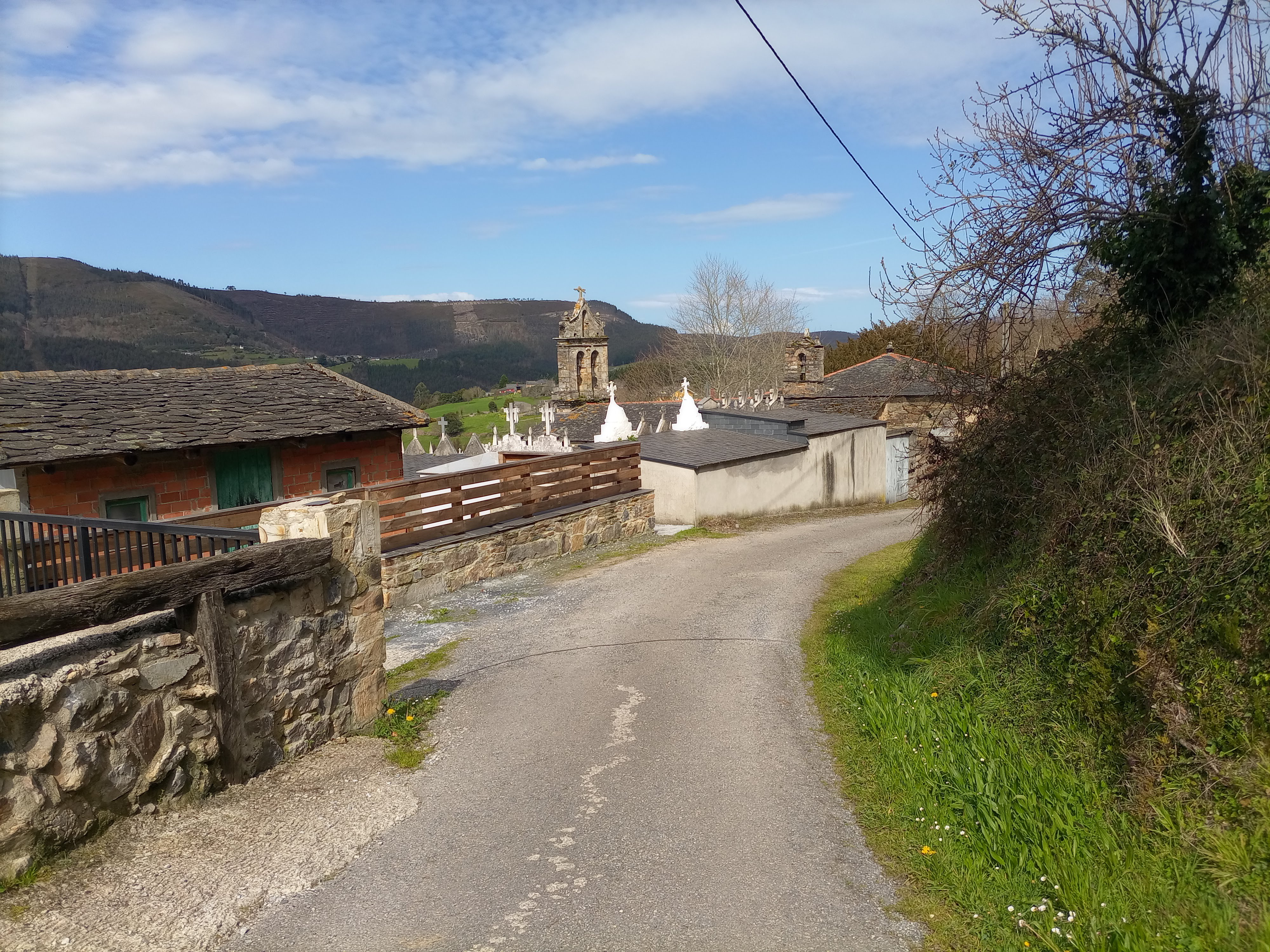
Iglesia de Villarmide, en Puente Nuevo

Son muy escasos los restos arqueológicos de estos territorios. En el parroquial suevo se incluía el municipio en la sede parroquial de Britonia, permaneciendo bajo tal dependencia hasta los inicios de la reconquista.
Durante la Alta Edad Media la comarca se conoció como Honor de Miranda, debiendo presentar una organización semejante a la de otros territorios existentes en el curso del alto y medio Eo, así el Honor de Burón y el Honor de Santi en el extremo oriental lucense, y el Honor de Suarón y el Honor de Grandas en el occidente asturiano.
Alfonso IX juntamente con su mujer Dª Berenguela, confirió privilegio en 1199 a la Sede y al obispo de Mondoñedo, en derecho hereditario y sempiterno, sobre el Honor de Miranda y de Santi:

Do etiam & hereditario iure concedo in sempiternum Episcopo & Ecclesiae Mindoniensi terram sive honorem de Miranda & de Santi cum ómnibus suis pertinentiis & directuris &cum tota sua integritate.
España Sagrada, tomo XVIII, "De la Iglesia Britoniense y Dumiense", apéndice XXVIII, P. Henríque Flórez, Oficina Antonio Marín, Google Books, 2014, p. 364

Además de la jurisdicción ejercida por la sede mindoniense, conocemos por los cartularios del monasterio de Meira y del de Villanueva de Oscos la existencia de amplias propiedades de estos monasterios en las demarcaciones de Villameá y Xenestoso quienes arriendan propiedades en foro.
En el año 1348 el obispo de Mondoñedo Alfonso Sánchez da, en foro, el Castillo y Tierra de Miranda a D. Juan Fernández de Bolaño y a su esposa Constanza.
El territorio de lo que hoy es el concejo de Puentenuevo permanecerá sujeto a la sede mindoniense hasta el año 1598, en el que siguiendo el ejemplo seguido en otros concejos sometidos a la jurisdicción eclesiástica, los vecinos proceden a la redención de su jurisdicción del señorío que ostentaban los obispos de Mondoñedo. De este modo habiéndose puesto a la venta los derechos jurisdiccionales que los obispos de Mondoñedo ostentaban sobre el concejo, por Acta de redención, otorgada en Madrid, el 1 de abril de 1598, el concejo de Miranda pasa al dominio real: "Por cuanto abiendo en virtud del Breve y Facultad quel Papa Gregorio decimotercio de feliz recordación me conzedió dismembrar quitar y apartar de la dignidad obispal de Mondoñedo el Concejo de Miranda en que se incluye las feligresías de Jestosso, Villarmide, Villaboa, Judan y Villaodriz y asignándolas a Esteban Lamelín a cuenta de lo que abía de aver en moneda de basallos conforme al medio xeneral... y dadole la posesión de ellas a Baltesar Lamelín..." Este Baltesar Lamelín, vendió a don Pedro Núñez Sanjurjo de Lantoira y Montenegro (Señor de la Casa del Campo de Castropol, de la Casa de Lantoira y otros beneficios), en la cantidad de 'dos quentos ciento noventa y siete mill trescientos veinticinco maravedís' (2 197 325 Mvs.), a pagar por tercias partes en el plazo de dos años. Posteriormente el presidente y demás miembros del Concejo ejercen el derecho de tanteo, optando por repartirse las cuotas según la hacienda de cada uno, quedando a censo de Pedro Núñez Sanjurjo e incorporados a la corona real. La redención episcopal se extendió a las parroquias de Conforto, Villameá, Santiago de Villaodrid, Villarmide y Villaboa quedando excluida únicamente la parroquia de San Martín de Villaodrid que continúo dependiendo de la sede jurisdiccional mindoniense como resulta del Catastro de la Ensenada.
Fuera de lo que es el ámbito temporal, la sede apostólica de Oviedo ejerció el dominio espiritual sobre las parroquias de Conforto, Villaodrid, Villaboa y Villarmide a través de la Arcipestazgo de Taramundi hasta el año 1954 en que se reintegra a la Diócesis de Mondoñedo. Concretamente el inventario de parroquias elaborado por orden del Obispo de Oviedo Don Gutierre de Toledo (1385-1386) incluye el Arcipiestalgo de Miranda dentro de la diócesis de Oviedo, y comprende dentro de aquel las parroquias de Villacán, Santa María de Genestosa, dependientes estas últimas de la de San Tirso de Abres, San Juliano de Villabona cuya presentación está atribuida a los padrones y de cuyos diezmos lleva el Capellán un ochavo e Gonzalo Becerra un quarto e Alvar González e Suaer González la metad. Respecto de la parroquia de Santiago de Villaodrid su presentación corresponde como ha quedado señalado a la familia Bolaño. Además de aquellas se encuentran dentro de este arcipiestazgo de Miranda las parroquias de San Tirso de Abres y Taramundi.
La economía de la región quedó profundamente afectada por la fundación en el siglo XVIII de la Gran Fábrica de Sagardelos en el Cervo, que dieron lugar a la explotación industrial de las minas de Vilaoudriz aprovechando para ello la fuerza motriz que proporcionaba la cercanía del río Eo. En el siglo XIX, se inició la explotación de los yacimientos de limonita por parte de una sociedad vasca, explotación que continuó hasta la guerra civil española.

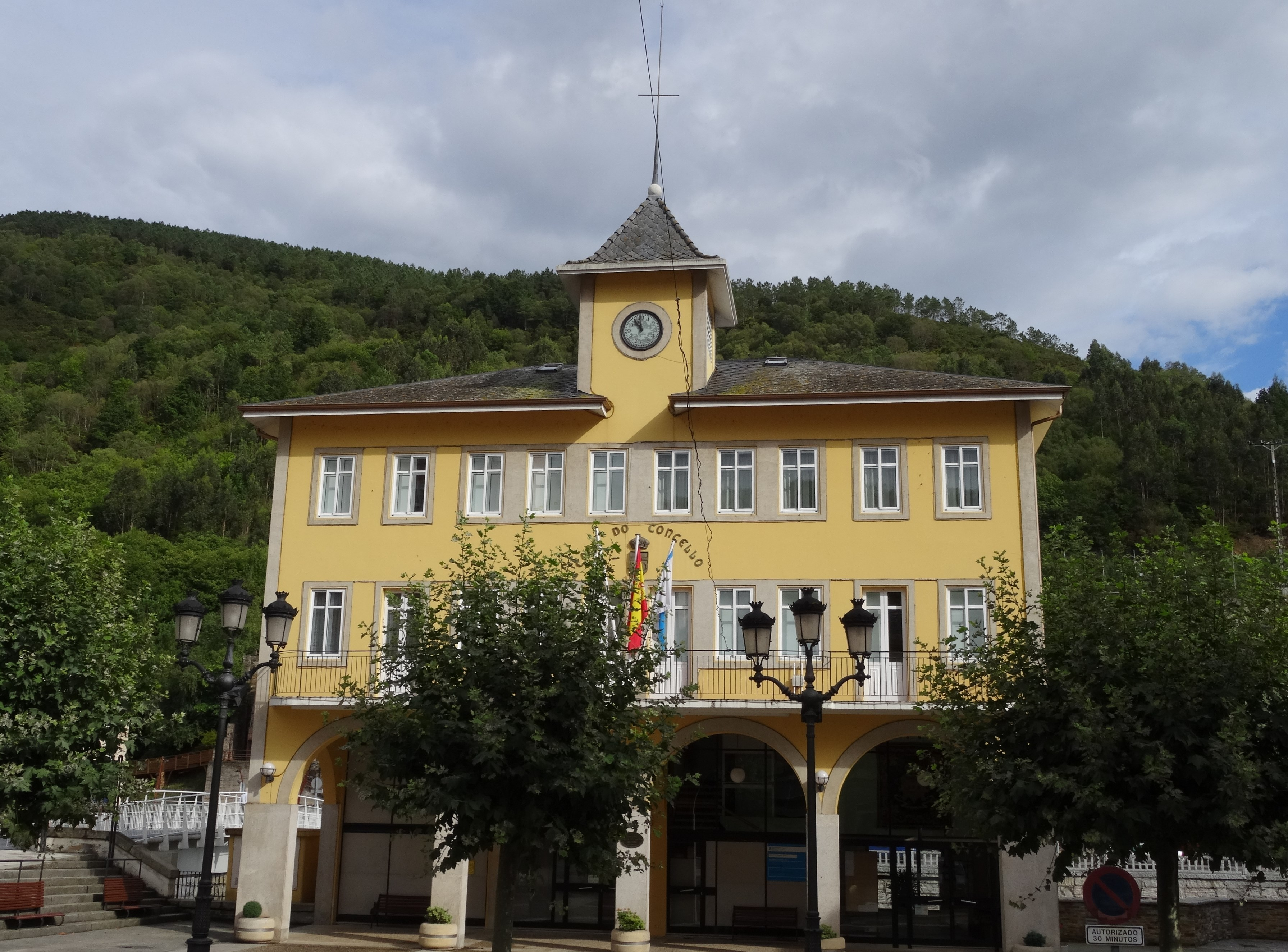
Ayuntamiento de Puente Nuevo

Hasta el año 1845 el término municipal se encontraba dividido en tres concejos: Conforto, Miranda y Villameá. En ese año Miranda y Conforto se unieron en el de Villaodrid. En 1950 el concejo de Villameá cambió su nombre por el oficial de Puente Nuevo, y en 1963 se fusiona con el de Villaodrid, bajo el nombre de Puente Nuevo Villaodriz. El 9 de junio de 1979 tomo la denominación de "La Puentenueva"[cita requerida] que se adaptará al gallego en 1984 bajo la denominación de "A Pontenova", la cual se mantiene hasta la actualidad.

## Geografía humana

### Organización territorial
El municipio está formado por sesenta y siete entidades de población distribuidas en once parroquias:
- Bogo (San Pedro)
- Conforto (Santa María)
- Judán[9]
- Puente Nuevo[9]
- Rececende (San Juan)[9][11]
- San Esteban de Rececende (San Esteban)[9][11]
- Villaboa[9] (San Julián)[12]
- Villameá[9] (San Vicente)[13]
- Villaodrid[9] (Santiago)[14]
- Villaouruz[9] (San Martín)[14]
- Villarmide[15] (El Salvador)[16]

### Demografía
Cuenta con una población de 2124 habitantes (INE 2024).
| Gráfica de evolución demográfica de Puente Nuevo entre 1842 y 2021 |
| |
| Población de derecho según los censos de población del INE. Población de hecho según los censos de población del INE.En 1963 crece el término del municipio porque se fusionan los municipios Puente Nuevo y Villaodrid. |